# SPX Flow Technology
SPX FLOW, med säte i Charlotte, North Carolina, är en internationell leverantör av högteknologiska flödeskomponenter, processutrustning och nyckelfärdiga system, tillsammans med tillhörande eftermarknadsdelar. Företaget betjänar livsmedels- och dryckesindustrin, kraft och energi och industriella slutmarknader.
SPX FLOW har produktion i mer än 35 länder, försäljning i över 150 länder och 8000 anställda. Företaget har cirka $ 2,5 miljarder i årliga intäkter.

## SPX Flow Technology Sweden AB
SPX Flow Technology Sweden AB är ett industriföretag som utvecklar, tillverkar och marknadsför varumärkena Johnson Pump och Tigerholm Series inom affärsområdena Industri, Marin, Fordon och VVS. Produkterna utvecklas och tillverkas på egna tillverkningsenheter i Sverige, Belgien, Holland, Indien och USA.

## Varumärkesserier inom SPX FLOW
- Airpel Series
- Boltic Systems
- Globe
- Murdoch
- OFM Services
- Power Team
- Seital Separation Technology
- Stone
- Vokes Series